# AZ in het seizoen 2014/15
In het seizoen 2014/15 kwam AZ uit in de Eredivisie en de KNVB Beker. Het officiële seizoen werd geopend met een wedstrijd tegen Heracles Almelo in Almelo. AZ kwam dit seizoen niet in actie op het Europese niveau doordat het zich in het seizoen 2013/14 niet wist te plaatsen.

## Aanvang en verloop seizoen
Op bestuurlijk gebied werden er bij AZ in de zomer van 2014 een paar wijzigingen doorgevoerd. Marco van Basten nam de plaats over van Dick Advocaat als trainer. Robert Eenhoorn werd per 1 oktober 2014 de nieuwe Algemeen Directeur. Hij volgde hiermee Toon Gerbrands op, die op 1 juli 2014 naar PSV vertrok. Alex Pastoor en Dennis Haar werden de assistenten van Van Basten. Martin Haar kreeg een andere functie binnen de club.
Eind augustus 2014 kreeg Van Basten last van hartkloppingen, die onder meer werden veroorzaakt door stress. Hierdoor was hij niet aanwezig als trainer bij wedstrijden tegen FC Dordrecht en SC Heerenveen. Op 16 september 2014 werd bekendgemaakt dat Van Basten een stap terug deed en assistent-trainer werd. Pastoor werd hoofdtrainer van de club. Op 18 september 2014 vertrok Pastoor echter totaal. Op 30 september werd John van den Brom aangesteld als nieuwe trainer van de club.
Na het weekend van 2 november 2014, na de elfde speelronde, bereikte AZ in de competitie de laagste plek over het gehele seizoen. Deze twaalfde plek werd bereikt na het 3-3 gelijkspel thuis tegen Excelsior. Aantal wedstrijden later bij aanvang van de winterstop bereikte AZ de zesde plek. In 2015 bereikte AZ deze en lagere plekken niet meer. Nadat de wedstrijd op 5 april 2015 tegen Feyenoord werd verloren leek AZ af te gaan op de Play-offs voor een ticket in de derde voorronde van de Europa League. Echter op de laatste speeldag won AZ bij Excelsior, en verloor Feyenoord bij PEC Zwolle, waardoor AZ alsnog derde werd in de competitie en zich daardoor rechtstreeks plaatste voor de derde voorronde van de Europa League.
In de KNVB Beker bereikte AZ de kwartfinale, waarin het in Enschede verloor van FC Twente.

## Selectie

### Eerste Elftal
| Nr.           | Nat.                         | Naam                    | Geb. dat.  | Vorige club        |         |         |         |         |         |         |         |
| Keepers       | Keepers                      | Keepers                 | Keepers    | Keepers            | Keepers | Keepers | Keepers | Keepers | Keepers | Keepers | Keepers |
| ------------- | ---------------------------- | ----------------------- | ---------- | ------------------ | ------- | ------- | ------- | ------- | ------- | ------- | ------- |
| 1             | Costa Rica                   | Esteban                 | 28-04-1989 | Deportivo Saprissa |         |         |         |         |         |         |         |
| 16            | België                       | Yves De Winter          | 25-05-1987 | De Graafschap      |         |         |         |         |         |         |         |
| 25            | Uruguay                      | Sergio Rochet           | 23-03-1993 | Danubio FC         |         |         |         |         |         |         |         |
| Verdedigers   |                              |                         |            |                    |         |         |         |         |         |         |         |
| 2             | Zweden                       | Mattias Johansson       | 16-02-1992 | Kalmar FF          |         |         |         |         |         |         |         |
| 3             | Nederland                    | Jeffrey Gouweleeuw      | 10-07-1991 | SC Heerenveen      |         |         |         |         |         |         |         |
| 4             | België                       | Jan Wuytens             | 09-06-1985 | FC Utrecht         |         |         |         |         |         |         |         |
| 14            | Nederland                    | Wesley Hoedt            | 06-03-1994 | Eigen jeugd        |         |         |         |         |         |         |         |
| 15            | Denemarken                   | Simon Poulsen           | 07-10-1984 | UC Sampdoria       |         |         |         |         |         |         |         |
| 17            | Nederland                    | Djavan Anderson         | 21-04-1995 | Jong Ajax          |         |         |         |         |         |         |         |
| 23            | Nederland                    | Derrick Luckassen       | 03-07-1995 | Eigen Jeugd        |         |         |         |         |         |         |         |
| 24            | Nederland                    | Ridgeciano Haps         | 12-06-1993 | Eigen Jeugd        |         |         |         |         |         |         |         |
| Middenvelders |                              |                         |            |                    |         |         |         |         |         |         |         |
| 6             | Paraguay                     | Celso Ortiz             | 26-01-1989 | Cerro Porteño      |         |         |         |         |         |         |         |
| 8             | Servië                       | Nemanja Gudelj          | 16-11-1991 | NAC Breda          |         |         |         |         |         |         |         |
| 10            | Noorwegen                    | Markus Henriksen        | 25-07-1992 | Rosenborg BK       |         |         |         |         |         |         |         |
| 20            | Nederland                    | Thom Haye               | 09-02-1995 | Eigen jeugd        |         |         |         |         |         |         |         |
| 36            | Nederland Kaapverdië         | Dabney dos Santos Souza | 31-07-1996 | Eigen jeugd        |         |         |         |         |         |         |         |
| 40            | Nederland                    | Stijn Spierings         | 12-03-1996 | Eigen jeugd        |         |         |         |         |         |         |         |
| Aanvallers    |                              |                         |            |                    |         |         |         |         |         |         |         |
| 7             | Nederland                    | Guus Hupperts           | 25-04-1992 | Roda JC Kerkrade   |         |         |         |         |         |         |         |
| 9             | Verenigde Staten IJsland     | Aron Jóhannsson         | 10-11-1990 | Aarhus GF          |         |         |         |         |         |         |         |
| 11            | Zweden Bosnië en Herzegovina | Muamer Tanković         | 22-02-1995 | Fulham FC          |         |         |         |         |         |         |         |
| 21            | Nederland                    | Robert Mühren           | 18-05-1989 | FC Volendam        |         |         |         |         |         |         |         |
| 22            | Nederland                    | Steven Berghuis         | 19-12-1991 | FC Twente          |         |         |         |         |         |         |         |

### Aangetrokken
Opmerking: Spelers die zijn aangetrokken maar eerst voor Jong AZ zullen uitkomen zijn hieronder niet vermeld.
| No. | Nationaliteit                | Positie    | Naam              | Vorige club      | Bijzonderheden                                                |
| --- | ---------------------------- | ---------- | ----------------- | ---------------- | ------------------------------------------------------------- |
|     | Nederland                    | Trainer    | Marco van Basten  | SC Heerenveen    | per 16 september assistent-trainer in plaats van hoofdtrainer |
| 25  | Uruguay                      | Doelman    | Sergio Rochet     | Danubio FC       |                                                               |
| 7   | Nederland                    | Aanvaller  | Guus Hupperts     | Roda JC Kerkrade |                                                               |
| 11  | Zweden Bosnië en Herzegovina | Aanvaller  | Muamer Tanković   | Fulham FC        |                                                               |
| 24  | Nederland                    | Verdediger | Ridgeciano Haps   | Go Ahead Eagles  | Terug van verhuurd                                            |
| 18  | Nederland                    | Aanvaller  | Mikhail Rosheuvel | Heracles Almelo  | Terug van verhuurd                                            |
| 21  | Nederland                    | Aanvaller  | Robert Mühren     | FC Volendam      |                                                               |
|     | Nederland                    | Trainer    | John van den Brom | RSC Anderlecht   | Was clubloos, per 30 september 2014 in dienst                 |

### Vertrokken

#### Zomer 2014
| No.       | Nationaliteit | Positie                 | Naam                   | Naar     | Bijzonderheden |
| --------- | ------------- | ----------------------- | ---------------------- | -------- | -------------- |
| Nederland | Trainer       | Dick Advocaat           | Servisch voetbalelftal |          |                |
| Nederland | Verdediger    | Etiënne Reijnen         | SC Cambuur             |          |                |
| Nederland | Verdediger    | Nick Viergever          | AFC Ajax               |          |                |
| Nederland | Middenvelder  | Erik Falkenburg         | NAC Breda              |          |                |
| Nederland | Aanvaller     | Ruud Boymans            | FC Utrecht             |          |                |
| IJsland   | Aanvaller     | Johann Berg Gudmundsson | Charlton Athletic FC   |          |                |
| Nederland | Aanvaller     | Roy Beerens             | Hertha BSC             |          |                |
| Nederland | Doelman       | Erik Heijblok           | FC Volendam            |          |                |
| Nederland | Middenvelder  | Joris van Overeem       | FC Dordrecht           | Verhuurd |                |
| Finland   | Verdediger    | Thomas Lam              | PEC Zwolle             |          |                |
| Nederland | Aanvaller     | Fernando Lewis          | Go Ahead Eagles        | Verhuurd |                |
| Zweden    | Aanvaller     | Denni Avdić             | Heracles Almelo        | Verhuurd |                |
| Nederland | Middenvelder  | Donny Gorter            | Aalborg BK             | Verhuurd |                |
| Nederland | Middenvelder  | Willie Overtoom         | Zulte Waregem          |          |                |

#### Winterstop
| Nederland | Dirk Marcellis    | NAC Breda        | Was amateur                                |
| Australië | Eli Babalj        | PEC Zwolle       | Verhuurd                                   |
| Nederland | Mikhail Rosheuvel | SC Cambuur       |                                            |
| Nederland | Fernando Lewis    | FC Dordrecht     | Verhuurd, was verhuurd aan Go Ahead Eagles |
| Nederland | Raymond Gyasi     | Roda JC Kerkrade | Verhuurd                                   |
| Zweden    | Viktor Elm        | Kalmar FF        | In maart 2015 vertrokken                   |

## Uitslagen/Programma Eredivisie

### Thuiswedstrijden AZ
| Tegenstander    | SR. | Datum     | Uitslag |
| --------------- | --- | --------- | ------- |
| ADO Den Haag    | 31  | 18 apr 15 | 3 – 1   |
| Ajax            | 2   | 17 aug 14 | 1 – 3   |
| SC Cambuur      | 28  | 21 maa 15 | 2 – 1   |
| FC Dordrecht    | 18  | 17 jan 15 | 2 – 0   |
| Excelsior       | 11  | 02 nov 15 | 3 – 3   |
| Feyenoord       | 29  | 05 apr 15 | 1 – 4   |
| Go Ahead Eagles | 15  | 06 dec 14 | 2 – 0   |
| FC Groningen    | 10  | 25 okt 14 | 2 – 2   |
| SC Heerenveen   | 5   | 13 sep 14 | 0 – 1   |
| Heracles Almelo | 20  | 01 feb 15 | 3 – 1   |
| NAC Breda       | 33  | 10 mei 15 | 3 – 2   |
| PEC Zwolle      | 6   | 21 sep 14 | 1 – 0   |
| PSV             | 23  | 13 feb 15 | 2 – 4   |
| FC Twente       | 8   | 05 okt 14 | 2 – 2   |
| FC Utrecht      | 17  | 20 dec 14 | 0 – 3   |
| Vitesse         | 13  | 22 nov 14 | 1 – 0   |
| Willem II       | 25  | 28 feb 15 | 2 – 0   |

### Uitwedstrijden AZ
| Tegenstander    | SR. | Datum     | Uitslag |
| --------------- | --- | --------- | ------- |
| ADO Den Haag    | 7   | 27 sep 14 | 2 – 3   |
| Ajax            | 21  | 05 feb 15 | 0 – 1   |
| SC Cambuur      | 14  | 29 nov 14 | 0 – 2   |
| FC Dordrecht    | 4   | 30 aug 14 | 1 – 3   |
| Excelsior       | 34  | 17 mei 15 | 1 – 4   |
| Feyenoord       | 16  | 14 dec 14 | 2 – 2   |
| Go Ahead Eagles | 24  | 21 feb 15 | 0 – 2   |
| FC Groningen    | 22  | 08 feb 15 | 2 – 4   |
| SC Heerenveen   | 30  | 11 apr 15 | 5 – 2   |
| Heracles Almelo | 1   | 9 aug 14  | 0 – 3   |
| NAC Breda       | 12  | 08 nov 14 | 0 – 1   |
| PEC Zwolle      | 19  | 24 jan 15 | 1 – 1   |
| PSV             | 9   | 18 okt 14 | 3 – 0   |
| FC Twente       | 32  | 26 apr 15 | 0 – 2   |
| FC Utrecht      | 26  | 08 maa 15 | 6 – 2   |
| Vitesse         | 27  | 13 maa 15 | 3 – 1   |
| Willem II       | 3   | 23 aug 14 | 3 – 0   |

## Vriendschappelijk 2014/2015

### Wedstrijdverslagen

#### Zomerperiode
|                                                                                |                                                                                |                       | | |
| Zaterdag 5 juli 2014, 16.00 uur                                                | SVW '27                                                                        | 1 – 14 (1 – 8)        | AZ | : Donny Gorter (1e helft) : Viktor Elm (2e helft) |
| Sportpark De Kabel, Heerhugowaard toeschouwers: Scheidsrechter:                | Bakker '2                                                                      |                       | '4 Muamer Tanković '7 Thom Haye '16 Steven Berghuis '28 Donny Gorter (pen.) '35 Jan Wuytens '42 Matthias Johansson '44 Muamer Tanković '45 Thom Haye '49 Denni Avdic '57 Viktor Elm '60 Mikhail Rosheuvel '62 Markus Henriksen '71 Denni Avdic '90 Ridgeciano Haps | 1e helft AZ: Esteban; Matthias Johansson, Jeffrey Gouweleeuw, Jan Wuytens, Simon Poulsen; Donny Gorter, Thom Haye, Celso Ortiz; Steven Berghuis, Muamer Tanković, Guus Hupperts 2e helft AZ: Yves De Winter; Thomas Lam, Derrick Luckassen, Wesley Hoedt, Ridgeciano Haps; Markus Henriksen, Dabney Dos Santos, Viktor Elm; Willie Overtoom, Denni Avdic, Mikhail Rosheuvel |
| Bijzonderheden:                                                                |                                                                                |                       | | |
|                                                                                |                                                                                |                       | | |
| Woensdag 9 juli 2014, 19.00 uur                                                | AFC '34                                                                        | 1 – 4 (1 – 3)         | AZ | : Jan Wuytens (1e helft) : ??? (2e helft) |
| Sportpark Robonsbosweg, Alkmaar Toeschouwers: Scheidsrechter:                  | Ben Ahmed '11                                                                  |                       | '12 Muamer Tanković (pen.) '32 Muamer Tanković '40 Markus Henriksen '53 Djavan Anderson | 1e helft AZ: Yves De Winter; Mattias Johansson, Jeffrey Gouweleeuw, Jan Wuytens, Ridgeciano Haps; Celso Ortiz, Steven Berghuis, Markus Henriksen; Guus Hupperts, Freddy Adu, Muamer Tankovic 2e helft AZ: Esteban; Djavan Anderson, Derrick Luckassen, Wesley Hoedt, Donny Gorter; Joris van Overeem, Thom Haye, Viktor Elm; Mikhail Rosheuvel, Eli Babalj, Fernando Lewis |
| Bijzonderheden:                                                                |                                                                                |                       | | |
|                                                                                |                                                                                |                       | | |
| Zondag 14 juli 2014, 12.00 uur                                                 | AZ (a)                                                                         | 1 – 2 (1 – 1) (0 – 0) | AZ (b) | |
| Trainingsveld AFAS Stadion, Alkmaar Toeschouwers: Scheidsrechter:              | Joris van Overeem '49                                                          |                       | '27 Muamer Tanković '75 Donny Gorter | AZ (a): Esteban; Djavan Anderson, Derrick Luckassen, Jan Wuytens, Simon Poulsen; Joris van Overeem, Thom Haye, Viktor Elm; Mikhail Rosheuvel, Eli Babalj, Fernando Lewis AZ (b): Yves De Winter; Mattias Johansson, Jeffrey Gouweleeuw, Wesley Hoedt, Ridgeciano Haps; Nemanja Gudelj, Markus Henriksen, Donny Gorter; Steven Berghuis, Muamer Tankovic, Guus Hupperts Wissels AZ (a): '25 Lewis Overtoom '51 Babalj Avdic Wissels AZ (b): '48 Gudelj Dos Santos '60 Hupperts Babalj '61 Haps Lewis |
| Bijzonderheden: - De wedstrijd bestond uit 3 keer 25 minuten.                  |                                                                                |                       | | |
|                                                                                |                                                                                |                       | | |
| Zaterdag 19 juli 2014, 16.00 uur                                               | AZ                                                                             | 0 – 0 (0 – 0)         | N.E.C. | : Donny Gorter |
| Sportpark sv Wissel, Epe Toeschouwers: Scheidsrechter: Wim Bronsvoort          |                                                                                |                       | | Opstelling AZ: Sergio Rochet; Djavan Anderson, Derrick Luckassen, Wesley Hoedt, Ridgeciano Haps; Thom Haye, Willie Overtoom, Donny Gorter; Mikhail Rosheuvel, Eli Babalj, Fernando Lewis Wissels AZ: '43 Gorter Van Overeem '45 Lewis Ortiz '68 Babalj Dos Santos |
| Bijzonderheden:                                                                |                                                                                |                       | | |
|                                                                                |                                                                                |                       | | |
| Zondag 20 juli 2014, 15.00 uur                                                 | AZ                                                                             | 2 – 0 (1 – 0)         | FK Qabala | : |
| Sportpark sv Wissel, Epe toeschouwers: 250 Scheidsrechter: Jochem Kamphuis     | Muamer Tanković (pen) '37 Muamer Tanković '70                                  |                       | Marquinhos Adrian Ropotan Urfan Abbasov | Opstelling AZ: Yves De Winter; Mattias Johansson, Jeffrey Gouweleeuw, Jan Wuytens, Simon Poulsen; Markus Henriksen, Nemanja Gudelj, Viktor Elm; Steven Berghuis, Muamer Tanković, Guus Hupperts Wissels AZ: '73 Gudelj Ortiz |
| Bijzonderheden:                                                                |                                                                                |                       | | |
|                                                                                |                                                                                |                       | | |
| Zaterdag 26 juli 2014, 19.00 uur                                               | VVV-Venlo                                                                      | 0 – 2 (0 – 0)         | AZ | : Nemanja Gudelj |
| Seacon Stadion – De Koel -, Venlo toeschouwers: Scheidsrechter: Edwin de Graaf |                                                                                |                       | '.. Nemanja Gudelj '83 Markus Henriksen '90 Celso Ortiz | Basisopstelling AZ: Esteban; Mattias Johansson, Jeffrey Gouweleeuw, Jan Wuytens, Simon Poulsen; Nemanja Gudelj, Celso Ortiz, Markus Henriksen; Steven Berghuis, Muamer Tanković, Guus Hupperts Toegepaste wissels AZ: '46 Berghuis Babelj '46 Hupperts Rosheuvel '63 Tanković Overtoom |
| Bijzonderheden: - AZ won hiermee de Herman Teeuwen Bokaal.                     |                                                                                |                       | | |
|                                                                                |                                                                                |                       | | |
| Donderdag 31 juli 2014, 15.00 uur                                              | TSG 1899 Hoffenheim                                                            | 3 – 0 (0 – 0)         | AZ | : Nemanja Gudelj |
| Thermoplan Arena, Weggis toeschouwers: Scheidsrechter:                         | Roberto Firmino '25 Sebastian Rudy '57 Anthony Modeste '71 Sejad Salihović '88 |                       | '23 Jeffrey Gouweleeuw '60 Mattias Johansson | Basisopstelling AZ: Esteban; Mattias Johansson, Jeffrey Gouweleeuw, Jan Wuytens, Simon Poulsen; Nemanja Gudelj, Markus Henriksen, Celso Ortiz; Steven Berghuis, Eli Babalj, Guus Hupperts Toegepaste wissels AZ: '46 Hupperts Overtoom '46 Berghuis Rosheuvel '72 M. Johansson Haps '72 Babalj Haye |
| Bijzonderheden:                                                                |                                                                                |                       | | |

#### September/november 2014
| |                                                     |               |                               | |
| Donderdag 4 september 2014, 16.00 uur | AZ                                                  | 2 – 1 (0 – 0) | KV Mechelen                   | : Steven Berghuis (1e helft) : Jeffrey Gouweleeuw (2e helft) |
| AFAS Stadion, Alkmaar toeschouwers: 2.200 Scheidsrechter: Martin van den Kerkhof                                                                            | Jeffrey Gouweleeuw '65 Jeffrey Gouweleeuw (pen) '82 |               | '64 Mats Rits '88 Tim Matthys | Opstelling AZ: Sergio Rochet; Derrick Luckassen, Jeffrey Gouweleeuw, Djavan Anderson, Simon Poulsen; Dabney Dos Santos, Celso Ortiz, Viktor Elm; Mikhail Rosheuvel, Steven Berghuis, Ridgeciano Haps Toegepaste wissels AZ: '46 Berghuis Mühren '61 Luckassen Gyasi '63 Dos Santos Babalj '79 Elm Spierings            |
| Bijzonderheden: |                                                     |               |                               | |
| |                                                     |               |                               | |
| Donderdag 13 november 2014, 15.00 uur | AZ                                                  | 1 – 0 (1 – 0) | Almere City FC                | : Viktor Elm (tot 60e min.) : Jan Wuytens (vanaf 60e min.) |
| AFAS Stadion, Alkmaar toeschouwers: 0 Scheidsrechter: Allard Lindhout                                                                                       | Robert Mühren (pen) '8                              |               |                               | Opstelling AZ: Sergio Rochet; Dirk Marcellis, Djavan Anderson, Jan Wuytens, Viktor Elm, Ridgeciano Haps; Guus Hupperts, Robert Mühren, stagespeler; Mikhail Rosheuvel, Eli Babalj Toegepaste wissels AZ: '46 stagespeler Roshanali '46 Hupperts Gyasi '60 Elm Hadzidiakos '71 Haps Van Weerdenburg '71 Mühren Vaarnold |
| Bijzonderheden: - De wedstrijd was achter gesloten deuren. De reden hiervan was dat even daarvoor Koningin Maxima De Beursvloer in het AFAS Stadion opende. |                                                     |               |                               | |

#### Winterperiode
|                                                                                  |    |               |                                                  | |
| Vrijdag 9 januari 2015, 13.30 uur                                                | AZ | 0 – 3 (0 – 3) | Lierse SK                                        | : Steven Berghuis (1e helft) : Jeffrey Gouweleeuw (2e helft) |
| Stadion FC Ferreiras, Ferreiras toeschouwers: 100 Scheidsrechter: Wim Bronsvoort |    |               | '3 Rami Bensebaini '35 Uche Nwofor '37 Wanderson | Eerste helft AZ: Esteban; Mattias Johansson, Jeffrey Gouweleeuw, Jan Wuytens, Simon Poulsen; Markus Henriksen, Viktor Elm, Thom Haye, Dabney Dos Santos; Aron Jóhannsson, Steven Berghuis Tweede helft AZ: Sergio Rochet; Djavan Anderson, Derrick Luckassen, Wesley Hoedt, Ridgeciano Haps; Raymond Gyasi, Pantelis Hatzidiakos, Raïes Roshanali; Muamer Tankovic, Guus Hupperts, Robert Mühren Toegepaste wissels AZ: '72 Gyasi Helmer '72 Hatzidiakos Van Weerdenburg |
| Bijzonderheden:                                                                  |    |               |                                                  | |

### Statistieken oefenwedstrijden
| Speler               | Wedstr. | Aantal doelpunten | Aantal gele kaarten | Aantal 2× geel | Aantal rode kaarten | Aantal keren gewisseld | Aantal keren ingevallen |
| -------------------- | ------- | ----------------- | ------------------- | -------------- | ------------------- | ---------------------- | ----------------------- |
| Freddy Adu**         | 1       | 0                 | 0                   | 0              | 0                   | 1                      | 0                       |
| Djavan Anderson      | 6       | 1                 | 0                   | 0              | 0                   | 0                      | 2                       |
| Denni Avdic          | 2       | 2                 | 0                   | 0              | 0                   | 0                      | 2                       |
| Eli Babalj           | 7       | 0                 | 0                   | 0              | 0                   | 3*                     | 4*                      |
| Steven Berghuis      | 8       | 1                 | 0                   | 0              | 0                   | 6                      | 0                       |
| Viktor Elm           | 7       | 1                 | 0                   | 0              | 0                   | 3                      | 2                       |
| Esteban              | 6       | 0                 | 0                   | 0              | 0                   | 2                      | 1                       |
| Donny Gorter         | 4       | 2                 | 0                   | 0              | 0                   | 2                      | 1                       |
| Jeffrey Gouweleeuw   | 8       | 2                 | 1                   | 0              | 0                   | 3                      | 0                       |
| Nemanja Gudelj       | 4       | 0                 | 1                   | 0              | 0                   | 2                      | 0                       |
| Raymond Gyasi        | 3       | 0                 | 0                   | 0              | 0                   | 1                      | 3                       |
| Pantelis Hadzidiakos | 2       | 0                 | 0                   | 0              | 0                   | 1                      | 2                       |
| Ridgeciano Haps      | 8       | 1                 | 0                   | 0              | 0                   | 3                      | 3                       |
| Thom Haye            | 6       | 2                 | 0                   | 0              | 0                   | 2                      | 2                       |
| Jeremy Helmer        | 1       | 0                 | 0                   | 0              | 0                   | 0                      | 1                       |
| Markus Henriksen     | 7       | 3                 | 0                   | 0              | 0                   | 2                      | 1                       |
| Wesley Hoedt         | 5       | 0                 | 0                   | 0              | 0                   | 0                      | 3                       |
| Guus Hupperts        | 8       | 0                 | 0                   | 0              | 0                   | 6                      | 1                       |
| Aron Jóhannsson      | 1       | 0                 | 0                   | 0              | 0                   | 1                      | 0                       |
| Mattias Johansson    | 7       | 1                 | 1                   | 0              | 0                   | 4                      | 0                       |
| Thomas Lam           | 1       | 0                 | 0                   | 0              | 0                   | 0                      | 1                       |
| Fernando Lewis       | 3       | 0                 | 0                   | 0              | 0                   | 2*                     | 2*                      |
| Derrick Luckassen    | 6       | 0                 | 0                   | 0              | 0                   | 1                      | 3                       |
| Dirk Marcellis       | 1       | 0                 | 0                   | 0              | 0                   | 0                      | 0                       |
| Robert Mühren        | 3       | 1                 | 0                   | 0              | 0                   | 1                      | 2                       |
| Celso Ortiz          | 7       | 1                 | 0                   | 0              | 0                   | 2                      | 2                       |
| Joris van Overeem*** | 3       | 1                 | 0                   | 0              | 0                   | 0                      | 2                       |
| Willie Overtoom      | 5       | 0                 | 0                   | 0              | 0                   | 0                      | 4                       |
| Simon Poulsen        | 7       | 0                 | 0                   | 0              | 0                   | 2                      | 0                       |
| Sergio Rochet        | 4       | 0                 | 0                   | 0              | 0                   | 0                      | 1                       |
| Raïes Roshanali      | 2       | 0                 | 0                   | 0              | 0                   | 0                      | 2                       |
| Mikhail Rosheuvel    | 8       | 1                 | 0                   | 0              | 0                   | 0                      | 4                       |
| Dabney dos Santos    | 5       | 0                 | 0                   | 0              | 0                   | 2                      | 3                       |
| Stijn Spierings      | 1       | 0                 | 0                   | 0              | 0                   | 0                      | 1                       |
| Muamer Tanković      | 6       | 7                 | 0                   | 0              | 0                   | 3                      | 1                       |
| Achille Vaarnold     | 1       | 0                 | 0                   | 0              | 0                   | 0                      | 1                       |
| Guus van Weerdenburg | 2       | 0                 | 0                   | 0              | 0                   | 0                      | 2                       |
| Yves De Winter       | 4       | 0                 | 0                   | 0              | 0                   | 1                      | 1                       |
| Jan Wuytens          | 8       | 1                 | 0                   | 0              | 0                   | 3                      | 0                       |
| stagespeler          | 1       | 0                 | 0                   | 0              | 0                   | 1                      | 0                       |
| Totaal               | 9       | 28                | 3                   | 0              | 0                   | –                      | –                       |

* Haps en Lewis speelde zowel mee met AZ (a) als met AZ (b) tijdens de 3e oefenwedstrijd van AZ.

** Was op proef bij AZ, maar kreeg geen contract.

*** Tijdens de voorbereiding in de zomer verhuisd naar een andere club.

## Eredivisie 2014/2015

### Wedstrijdverslagen

#### Speelronde 1 t/m 8 (augustus, september)
| |                                                                                  |               | | |
| Speelronde 1 Zaterdag 9 augustus 2014, 20.45 uur | Heracles Almelo                                                                  | 0 – 3 (0 – 0) | AZ | : Nemanja Gudelj |
| Polman Stadion, Almelo toeschouwers: 8.315 Scheidsrechter: Dennis Higler | Mark-Jan Fledderus 64'                                                           |               | '56 Steven Berghuis '63 Guus Hupperts '76 Muamer Tankovic                                             | Basisopstelling AZ: Esteban; Mattias Johansson, Jeffrey Gouweleeuw, Jan Wuytens, Simon Poulsen; Nemanja Gudelj, Celso Ortíz, Markus Henriksen; Steven Berghuis, Muamer Tankovic, Guus Hupperts Toegepaste wissels AZ: '78 Tankovic Rosheuvel '85 Hupperts Haps                              |
| Bijzonderheden: - Muamer Tanković en Guus Hupperts speelden hun eerste officiële wedstrijd voor AZ. |                                                                                  |               | | |
| Speelronde 2 Zondag 17 augustus 2014, 12.30 uur | AZ                                                                               | 1 – 3 (0 – 1) | Ajax                                                                                                  | : Nemanja Gudelj |
| AFAS Stadion, Alkmaar toeschouwers: 16.011 Scheidsrechter: Kevin Blom | Steven Berghuis 50' Jan Wuytens 75' Guus Hupperts 90+3' Jeffrey Gouweleeuw 90+4' |               | '15 Davy Klaassen '37 Kolbeinn Sigthórsson '69 Lasse Schöne '90 Anwar El Ghazi '90+4 Niklas Moisander | Basisopstelling AZ: Esteban; Mattias Johansson, Jeffrey Gouweleeuw, Jan Wuytens, Simon Poulsen; Nemanja Gudelj, Celso Ortíz, Markus Henriksen; Steven Berghuis, Muamer Tankovic, Guus Hupperts Toegepaste wissels AZ: '77 M. Johansson Elm '84 Tankovic Rosheuvel                           |
| Bijzonderheden: |                                                                                  |               | | |
| |                                                                                  |               | | |
| Speelronde 3 Zaterdag 23 augustus 2014, 18.30 uur | Willem II                                                                        | 3 – 0 (2 – 0) | AZ | : Nemanja Gudelj |
| Koning Willem II-stadion, Tilburg toeschouwers: 9.500 Scheidsrechter: Jochem Kamphuis | Bruno Andrade 14' Ali Messaoud 29' Terell Ondaan 33' Charlton Vicento 86'        |               | '37 Jan Wuytens                                                                                       | Basisopstelling AZ: Esteban; Mattias Johansson, Jeffrey Gouweleeuw, Jan Wuytens, Simon Poulsen; Nemanja Gudelj, Celso Ortíz, Markus Henriksen; Mikhail Rosheuvel, Muamer Tankovic, Guus Hupperts Toegepaste wissels AZ: '27 Henriksen Haye '63 Rosheuvel Elm                                |
| Bijzonderheden: |                                                                                  |               | | |
| |                                                                                  |               | | |
| Speelronde 4 Zaterdag 30 augustus 2014, 19.45 uur | FC Dordrecht                                                                     | 1 – 3 (0 – 2) | AZ | : Nemanja Gudelj |
| Riwal Hoogwerkers Stadion, Dordrecht toeschouwers: 4.235 Scheidsrechter: Ed Janssen | Robin Gosens 3' Mart Lieder 53' Ilias Haddad 68'                                 |               | '6 Guus Hupperts '22 Muamer Tankovic '54 Nemanja Gudelj '58 Steven Berghuis                           | Basisopstelling AZ: Sergio Rochet; Derrick Luckassen, Jeffrey Gouweleeuw, Jan Wuytens, Simon Poulsen; Celso Ortíz, Thom Haye, Nemanja Gudelj; Guus Hupperts, Steven Berghuis, Muamer Tankovic Toegepaste wissels AZ: '64 Tankovic Haps '71 Berghuis Mühren '85 Luckassen Elm                |
| Bijzonderheden: - Trainer Marco van Basten was wegens privé-omstandigheden niet aanwezig. Assistent-trainer Alex Pastoor nam de honneurs waar. - Sergio Rochet, Derrick Luckassen en Robert Mühren speelden hun eerste officiële wedstrijd voor AZ.                                    |                                                                                  |               | | |
| |                                                                                  |               | | |
| Speelronde 5 Zaterdag 13 september 2014, 19.45 uur | AZ                                                                               | 0 – 1 (0 – 1) | SC Heerenveen                                                                                         | : Nemanja Gudelj |
| AFAS Stadion, Alkmaar toeschouwers: 15.398 Scheidsrechter: Bas Nijhuis | Mattias Johansson 37'                                                            |               | '38 Daley Sinkgraven '58 Daley Sinkgraven '76 Marten de Roon                                          | Basisopstelling AZ: Sergio Rochet; Derrick Luckassen, Jeffrey Gouweleeuw, Jan Wuytens, Simon Poulsen; Nemanja Gudelj, Celso Ortíz, Thom Haye; Guus Hupperts, Robert Mühren, Muamer Tankovic Toegepaste wissels AZ: '46 Wuytens Haps '64 Mühren M. Johansson '73 Luckassen Elm               |
| Bijzonderheden: - Trainer Marco van Basten was wegens privé-omstandigheden nog steeds afwezig. Alex Pastoor nam wederom de honneurs waar. - In de 88e minuut ging iedereen in het stadion applaudisseren, zowel AZ als Heerenveen supporters, als steunbetuiging aan Marco van Basten. |                                                                                  |               | | |
| |                                                                                  |               | | |
| Speelronde 6 Zondag 21 september 2014, 14.30 uur | AZ                                                                               | 1 – 0 (0 – 0) | PEC Zwolle                                                                                            | : Nemanja Gudelj |
| AFAS Stadion, Alkmaar toeschouwers: 14.748 Scheidsrechter: Björn Kuipers | Derrick Luckassen 58' Markus Henriksen 72' Wesley Hoedt 84'                      |               | '23 Ben Rienstra                                                                                      | Basisopstelling AZ: Sergio Rochet; Derrick Luckassen, Jeffrey Gouweleeuw, Wesley Hoedt, Simon Poulsen; Nemanja Gudelj, Celso Ortíz, Markus Henriksen, Thom Haye; Mikhail Rosheuvel, Muamer Tankovic Toegepaste wissels AZ: '69 Haye Hupperts '76 Luckassen M. Johansson '90+1 Rosheuvel Elm |
| Bijzonderheden: - Dennis Haar zat als interim-hoofdtrainer op de bank. Marco van Basten en Reinier Robbemond waren zijn assistenten tijdens deze wedstrijd. |                                                                                  |               | | |
| |                                                                                  |               | | |
| Speelronde 7 Zaterdag 27 september 2014, 20.45 uur | ADO Den Haag                                                                     | 2 – 3 (1 – 1) | AZ | : Nemanja Gudelj |
| Kyocera Stadion, Den Haag toeschouwers: 10.678 Scheidsrechter: Tom van Sichem | Gianni Zuiverloon 8' Michiel Kramer 42' Roland Alberg 58' Roland Alberg 85'      |               | '25 Derrick Luckassen '29 Guus Hupperts '45 Simon Poulsen '67 Mattias Johansson '83 Nemanja Gudelj    | Basisopstelling AZ: Sergio Rochet; Derrick Luckassen, Jeffrey Gouweleeuw, Wesley Hoedt, Simon Poulsen; Nemanja Gudelj, Celso Ortíz, Markus Henriksen, Thom Haye; Guus Hupperts, Robert Mühren Toegepaste wissels AZ: 46 Luckassen M. Johansson '71 Hupperts Rosheuvel                       |
| Bijzonderheden: |                                                                                  |               | | |
| |                                                                                  |               | | |
| Speelronde 8 Zondag 5 oktober 2014, 14.30 uur | AZ                                                                               | 2 – 2 (1 – 0) | FC Twente                                                                                             | : Nemanja Gudelj |
| AFAS Stadion, Alkmaar toeschouwers: 15.333 Scheidsrechter: Reinold Wiedemeijer | Robert Mühren 28' Muamer Tankovic 85' Sergio Rochet 90'                          |               | '55 Kyle Ebecilio '59 Hakim Ziyech '83 Nick Marsman '90+1 Rasmus Bengtsson                            | Basisopstelling AZ: Sergio Rochet; Derrick Luckassen, Jeffrey Gouweleeuw, Wesley Hoedt, Simon Poulsen; Nemanja Gudelj, Celso Ortíz, Viktor Elm; Guus Hupperts, Robert Mühren, Thom Haye Toegepaste wissels AZ: '68 Ortíz Tankovic '68 Hupperts Rosheuvel                                    |
| Bijzonderheden: - John van den Brom zat voor het eerst op de bank als trainer van AZ. |                                                                                  |               | | |

#### Speelronde 9 t/m 17 (oktober, november, december)
| |                                                                                           |               | | |
| Speelronde 9 Zaterdag 18 oktober 2014, 18.30 uur | PSV                                                                                       | 3 – 0 (3 – 0) | AZ | : Nemanja Gudelj |
| Philips Stadion, Eindhoven toeschouwers: 31.400 Scheidsrechter: Björn Kuipers | Luciano Narsingh 20' Adam Maher 29' Adam Maher 43'                                        |               | '4 Derrick Luckassen '47 Viktor Elm                                                                                           | Basisopstelling AZ: Sergio Rochet; Derrick Luckassen, Jeffrey Gouweleeuw, Wesley Hoedt, Simon Poulsen; Nemanja Gudelj, Celso Ortíz, Viktor Elm; Guus Hupperts, Robert Mühren, Thom Haye Toegepaste wissels AZ: '46 Luckassen M. Johansson '59 Mühren Tankovic '66 Hupperts Rosheuvel |
| Bijzonderheden: |                                                                                           |               | | |
| |                                                                                           |               | | |
| Speelronde 10 Zaterdag 25 oktober 2014, 19.45 uur | AZ                                                                                        | 2 – 2 (0 – 1) | FC Groningen | : Nemanja Gudelj |
| AFAS Stadion, Alkmaar toeschouwers: 15.019 Scheidsrechter: Pol van Boekel | Mattias Johansson 57' Mikhail Rosheuvel 59' Nemanja Gudelj 83'                            |               | '10 Michael de Leeuw '52 Danny Hoesen '58 Eric Botteghin                                                                      | Basisopstelling AZ: Sergio Rochet; Mattias Johansson, Jeffrey Gouweleeuw, Wesley Hoedt, Simon Poulsen; Nemanja Gudelj, Celso Ortíz, Viktor Elm; Mikhail Rosheuvel, Robert Mühren, Thom Haye Toegepaste wissels AZ: '60 Haye Dos Santos '60 Rosheuvel Hupperts '74 Elm Haps           |
| Bijzonderheden: - Nemanja Gudelj van AZ miste in de 59e minuut een strafschop, die in de rebound wel werd ingeschoten door Mikhail Rosheuvel. - Dabney dos Santos maakte met zijn invalbeurt zijn debuut bij AZ. |                                                                                           |               | | |
| |                                                                                           |               | | |
| Speelronde 11 Zondag 2 november 2014, 14.30 uur | AZ                                                                                        | 3 – 3 (1 – 2) | SBV Excelsior | : Nemanja Gudelj |
| AFAS Stadion, Alkmaar toeschouwers: 15.236 Scheidsrechter: Jochem Kamphuis | Nemanja Gudelj 33' Kevin van Diermen (e.d.) 68' Muamer Tankovic 73' Mattias Johansson 83' |               | '5 Bas Kuipers '10 Adil Auassar '39 Sander Fischer '40 Khalid Karami '77 Kevin Vermeulen '84 Carlo de Reuver '86 Luigi Bruins | Basisopstelling AZ: Esteban; Mattias Johansson, Jeffrey Gouweleeuw, Wesley Hoedt, Simon Poulsen; Nemanja Gudelj, Celso Ortíz, Muamer Tankovic, Thom Haye; Aron Jóhannsson, Robert Mühren Toegepaste wissels AZ: '67 Haye Haps '67 Mühren Rosheuvel '82 Tankovic Elm                  |
| Bijzonderheden: |                                                                                           |               | | |
| |                                                                                           |               | | |
| Speelronde 12 Zaterdag 8 november 2014, 20.45 uur | NAC Breda                                                                                 | 0 – 1 (0 – 0) | AZ | : Nemanja Gudelj |
| Rat Verlegh Stadion, Breda toeschouwers: 17.700 Scheidsrechter: Pieter Vink | Joeri de Kamps 57'                                                                        |               | '20 Nemanja Gudelj '57 Nemanja Gudelj '81 Simon Poulsen                                                                       | Basisopstelling AZ: Esteban; Mattias Johansson, Jeffrey Gouweleeuw, Wesley Hoedt, Simon Poulsen; Nemanja Gudelj, Celso Ortíz, Dabney dos Santos, Thom Haye; Aron Jóhannsson, Muamer Tankovic Toegepaste wissels AZ: '72 Haye Haps '77 A. Jóhannsson Elm '79 Dos Santos Anderson      |
| Bijzonderheden: - Djavan Anderson maakte zijn debuut in het eerste elftal van AZ. |                                                                                           |               | | |
| |                                                                                           |               | | |
| Speelronde 13 Zaterdag 22 november 2014, 18.30 uur | AZ                                                                                        | 1 – 0 (1 – 0) | SBV Vitesse | : Nemanja Gudelj |
| AFAS Stadion, Alkmaar toeschouwers: 15.517 Scheidsrechter: Bas Nijhuis | Aron Jóhannsson 14'                                                                       |               | '65 Zakaria Labyad '87 Davy Pröpper                                                                                           | Basisopstelling AZ: Esteban; Mattias Johansson, Jeffrey Gouweleeuw, Wesley Hoedt, Simon Poulsen; Nemanja Gudelj, Celso Ortíz, Dabney dos Santos, Thom Haye; Aron Jóhannsson, Muamer Tankovic Toegepaste wissels AZ: '46 Ortíz Elm '62 Poulsen Haps '70 Haye Hupperts                 |
| Bijzonderheden: |                                                                                           |               | | |
| |                                                                                           |               | | |
| Speelronde 14 Zaterdag 29 november 2014, 20.45 uur | SC Cambuur                                                                                | 0 – 2 (0 – 1) | AZ | : Nemanja Gudelj |
| Cambuurstadion, Leeuwarden toeschouwers: 9.843 Scheidsrechter: Dennis Higler |                                                                                           |               | '39 Nemanja Gudelj (pen) '55 Nemanja Gudelj                                                                                   | Basisopstelling AZ: Esteban; Mattias Johansson, Jeffrey Gouweleeuw, Wesley Hoedt, Simon Poulsen; Nemanja Gudelj, Celso Ortíz, Dabney dos Santos, Thom Haye; Aron Jóhannsson, Muamer Tankovic Toegepaste wissels AZ: '46 Poulsen Haps '66 A. Jóhannsson Hupperts '87 Dos Santos Elm   |
| Bijzonderheden: |                                                                                           |               | | |
| |                                                                                           |               | | |
| Speelronde 15 Zaterdag 6 december 2014, 18.30 uur | AZ                                                                                        | 2 – 0 (1 – 0) | Go Ahead Eagles | : Nemanja Gudelj |
| AFAS Stadion, Alkmaar toeschouwers: 15.188 Scheidsrechter: Pieter Vink | Aron Jóhannsson 25' Mattias Johansson 53' Nemanja Gudelj 63' Dabney dos Santos 70'        |               | '49 Jop van der Linden '89 Lesly de Sa                                                                                        | Basisopstelling AZ: Esteban; Mattias Johansson, Jeffrey Gouweleeuw, Wesley Hoedt, Ridgeciano Haps; Nemanja Gudelj, Celso Ortíz, Dabney dos Santos, Thom Haye; Aron Jóhannsson, Muamer Tankovic Toegepaste wissels AZ: '79 Haye Elm '79 Tankovic Hupperts '87 Dos Santos Berghuis     |
| Bijzonderheden: |                                                                                           |               | | |
| |                                                                                           |               | | |
| Speelronde 16 Zondag 14 december 2014, 16.45 uur | Feyenoord                                                                                 | 2 – 2 (0 – 2) | AZ | : Nemanja Gudelj |
| Stadion De Kuip, Rotterdam toeschouwers: 47.500 Scheidsrechter: Serdar Gözübüyük | Colin Kazim-Richards 53' Jean-Paul Boëtius 58' Jordy Clasie 90+3'                         |               | '25 Wesley Hoedt '28 Thom Haye '30 Muamer Tankovic '59 Esteban '59 Jeffrey Gouweleeuw '88 Ridgeciano Haps                     | Basisopstelling AZ: Esteban; Derrick Luckassen, Jeffrey Gouweleeuw, Wesley Hoedt, Simon Poulsen; Nemanja Gudelj, Viktor Elm, Dabney dos Santos, Thom Haye; Aron Jóhannsson, Muamer Tankovic Toegepaste wissels AZ: '68 Dos Santos Berghuis '71 Luckassen Marcellis '85 Haye Haps     |
| Bijzonderheden: - Na 1,5 jaar blessureleed speelde Dirk Marcellis weer een Eredivisie-wedstrijd mee. |                                                                                           |               | | |
| |                                                                                           |               | | |
| Speelronde 17 Zaterdag 20 december 2014, 20.45 uur | AZ                                                                                        | 0 – 3 (0 – 3) | FC Utrecht | : Nemanja Gudelj |
| AFAS Stadion, Alkmaar toeschouwers: 14.825 Scheidsrechter: Richard Liesveld | Thom Haye 34' Celso Ortíz 53'                                                             |               | '11 Edouard Duplan '28 Edouard Duplan '37 Mark Diemers '66 Yassin Ayoub '76 Edouard Duplan '88 Jeff Hardeveld                 | Basisopstelling AZ: Esteban; Mattias Johansson, Jeffrey Gouweleeuw, Wesley Hoedt, Simon Poulsen; Nemanja Gudelj, Celso Ortíz, Dabney dos Santos, Thom Haye; Aron Jóhannsson, Muamer Tankovic Toegepaste wissels AZ: '30 Dos Santos Berghuis '54 Haye Hupperts '71 Hoedt Haps         |
| Bijzonderheden: |                                                                                           |               | | |
| |                                                                                           |               | | |

#### Speelronde 18 t/m 25 (januari, februari)
| Speelronde 18 Zaterdag 17 januari 2015, 18.45 uur | AZ                                                                                                | 2 – 0 (1 – 0) | FC Dordrecht                                                                                            | : Nemanja Gudelj |
| AFAS Stadion, Alkmaar Toeschouwers: 14.714 Scheidsrechter: Bas Nijhuis                                                                                 | Simon Poulsen 25' Nemanja Gudelj 51'                                                              |               | | Basisopstelling AZ: Sergio Rochet; Mattias Johansson, Jeffrey Gouweleeuw, Derrick Luckassen, Simon Poulsen; Nemanja Gudelj, Celso Ortíz, Markus Henriksen, Thom Haye; Steven Berghuis, Muamer Tankovic Toegepaste wissels AZ: '65 Haye Dos Santos '76 Tankovic A. Jóhannsson '85 Ortíz Elm      |
| Bijzonderheden: |                                                                                                   |               | | |
| |                                                                                                   |               | | |
| Speelronde 19 Zaterdag 24 januari 2015, 19.45 uur | PEC Zwolle                                                                                        | 1 – 1 (1 – 1) | AZ | : Nemanja Gudelj |
| IJsseldeltastadion, Zwolle toeschouwers: 12.250 Scheidsrechter: Pieter Vink                                                                            | Jody Lukoki 15'                                                                                   |               | '5 Nemanja Gudelj '66 Nemanja Gudelj '72 Jeffrey Gouweleeuw '82 Celso Ortíz                             | Basisopstelling AZ: Esteban; Mattias Johansson, Jeffrey Gouweleeuw, Derrick Luckassen, Simon Poulsen; Markus Henriksen, Celso Ortíz, Dabney dos Santos, Nemanja Gudelj; Aron Jóhannsson, Muamer Tankovic Toegepaste wissels AZ: '69 Dos Santos Haye '77 A. Jóhannsson Hupperts                  |
| Bijzonderheden: |                                                                                                   |               | | |
| |                                                                                                   |               | | |
| Speelronde 20 Zondag 1 februari 2015, 16.45 uur | AZ                                                                                                | 3 – 1 (1 – 0) | Heracles Almelo                                                                                         | : Nemanja Gudelj |
| AFAS Stadion, Alkmaar Toeschouwers: 14.512 Scheidsrechter: Björn Kuipers                                                                               | Aron Jóhannsson 9' Guus Hupperts 26' Ridgeciano Haps 46' Steven Berghuis 54' Markus Henriksen 88' |               | '39 Fahd Aktaou '44 Bryan Linssen '75 Bart Schenkeveld '81 Brahim Darri                                 | Basisopstelling AZ: Esteban; Mattias Johansson, Jeffrey Gouweleeuw, Wesley Hoedt, Ridgeciano Haps; Markus Henriksen, Celso Ortíz, Nemanja Gudelj; Steven Berghuis, Aron Jóhannsson, Guus Hupperts Toegepaste wissels AZ: '24 Ortíz Elm '59 Elm Haye '83 Berghuis Dos Santos                     |
| Bijzonderheden: |                                                                                                   |               | | |
| |                                                                                                   |               | | |
| Speelronde 21 Donderdag 5 februari 2015, 20.45 uur | Ajax                                                                                              | 0 – 1 (0 – 0) | AZ | : Nemanja Gudelj |
| Amsterdam ArenA, Amsterdam toeschouwers: 47.724 Scheidsrechter: Pol van Boekel                                                                         | Niklas Moisander 61'                                                                              |               | '43 Steven Berghuis '76 Aron Jóhannsson                                                                 | Basisopstelling AZ: Esteban; Mattias Johansson, Jeffrey Gouweleeuw, Wesley Hoedt, Simon Poulsen; Markus Henriksen, Dabney dos Santos, Nemanja Gudelj; Steven Berghuis, Aron Jóhannsson, Guus Hupperts Toegepaste wissels AZ: '69 Hupperts Tankovic '85 A. Jóhannsson Mühren '88 Dos Santos Haps |
| Bijzonderheden: - Dit was pas de tweede overwinning van AZ tegen Ajax in Amsterdam in competitieverband. De vorige overwinning was op 18 oktober 1980. |                                                                                                   |               | | |
| |                                                                                                   |               | | |
| Speelronde 22 Zondag 8 februari 2015, 16.45 uur | FC Groningen                                                                                      | 2 – 4 (2 – 1) | AZ | : Nemanja Gudelj |
| Euroborg, Groningen toeschouwers: 18.807 Scheidsrechter: Martin van den Kerkhof                                                                        | Steven Berghuis (e.d.) 8' Michael de Leeuw 37' Maikel Kieftenbeld 62'                             |               | '45+2 Steven Berghuis '59 Jeffrey Gouweleeuw '65 Markus Henriksen '80 Wesley Hoedt '82 Markus Henriksen | Basisopstelling AZ: Esteban; Mattias Johansson, Jeffrey Gouweleeuw, Wesley Hoedt, Simon Poulsen; Markus Henriksen, Dabney dos Santos, Nemanja Gudelj; Steven Berghuis, Robert Mühren, Guus Hupperts Toegepaste wissels AZ: '46 Hupperts Haye '90 Dos Santos Haps                                |
| Bijzonderheden: |                                                                                                   |               | | |
| |                                                                                                   |               | | |
| Speelronde 23 Vrijdag 13 februari 2015, 20.00 uur | AZ                                                                                                | 2 – 4 (1 – 2) | PSV | : Nemanja Gudelj |
| AFAS Stadion, Alkmaar Toeschouwers: 17.081 Scheidsrechter: Bas Nijhuis                                                                                 | Markus Henriksen 40' Robert Mühren 49'                                                            |               | '3 Luuk de Jong '8 Luuk de Jong '14 Karim Rekik '58 Georginio Wijnaldum '60 Luuk de Jong                | Basisopstelling AZ: Esteban; Mattias Johansson, Jeffrey Gouweleeuw, Wesley Hoedt, Simon Poulsen; Markus Henriksen, Thom Haye, Nemanja Gudelj; Steven Berghuis, Robert Mühren, Dabney dos Santos Toegepaste wissels AZ: '57 Dos Santos Hupperts '67 Haye Tankovic '88 Mühren Spierings           |
| Bijzonderheden: - Stijn Spierings maakte zijn debuut voor AZ                                                                                           |                                                                                                   |               | | |
| |                                                                                                   |               | | |
| Speelronde 24 Zaterdag 21 februari 2015, 19.45 uur | Go Ahead Eagles                                                                                   | 0 – 1 (0 – 2) | AZ | : Nemanja Gudelj |
| De Adelaarshorst, Deventer toeschouwers: 8.009 Scheidsrechter: Siemen Mulder                                                                           | Sander Duits 41' Jop van der Linden 66'                                                           |               | '33 Simon Poulsen '41 Wesley Hoedt '58 Robert Mühren '68 Guus Hupperts '75 Mattias Johansson            | Basisopstelling AZ: Esteban; Mattias Johansson, Jeffrey Gouweleeuw, Wesley Hoedt, Simon Poulsen; Markus Henriksen, Thom Haye, Nemanja Gudelj; Steven Berghuis, Robert Mühren, Guus Hupperts Toegepaste wissels AZ: '55 Haye Dos Santos '73 Berghuis Tankovic '86 Mühren Haps                    |
| Bijzonderheden: |                                                                                                   |               | | |
| |                                                                                                   |               | | |
| Speelronde 25 Zaterdag 28 februari 2015, 19.45 uur | AZ                                                                                                | 2 – 0 (1 – 0) | Willem II                                                                                               | : Nemanja Gudelj |
| AFAS Stadion, Alkmaar toeschouwers: 16.341 Scheidsrechter: Serdar Gözübüyük                                                                            | Steven Berghuis 41' Mattias Johansson 84' Ridgeciano Haps 85' Dabney dos Santos 90+3'             |               | '45+1 Jerson Cabral                                                                                     | Basisopstelling AZ: Esteban; Mattias Johansson, Jeffrey Gouweleeuw, Wesley Hoedt, Simon Poulsen; Markus Henriksen, Dabney dos Santos, Nemanja Gudelj; Steven Berghuis, Robert Mühren, Guus Hupperts Toegepaste wissels AZ: '46 Poulsen Haps '65 Hupperts Elm '79 Mühren A. Jóhannsson           |
| Bijzonderheden: |                                                                                                   |               | | |

#### Speelronde 26 t/m 34 (maart, april, mei)
| | |               | | |
| Speelronde 26 Zondag 8 maart 2015, 16.45 uur | FC Utrecht | 6 – 2 (3 – 0) | AZ | : Nemanja Gudelj |
| Stadion Galgenwaard, Utrecht toeschouwers: 18.120 Scheidsrechter: Eric Braamhaar | Willem Janssen 2' Mark Diemers 10' Sébastien Haller (pen) 17' Jeff Hardeveld 33' Danny Verbeek 41' Sébastien Haller (pen) 69' Willem Janssen 70' Kristoffer Peterson 83' Edouard Duplan 89' |               | '16 Mattias Johansson '23 Viktor Elm '41 Steven Berghuis '53 Nemanja Gudelj '56 Aron Jóhannsson '86 Markus Henriksen '88 Gévero Markiet (e.d.) | Basisopstelling AZ: Esteban; Mattias Johansson, Jeffrey Gouweleeuw, Wesley Hoedt, Simon Poulsen; Markus Henriksen, Viktor Elm, Nemanja Gudelj; Steven Berghuis, Robert Mühren, Dabney dos Santos Toegepaste wissels AZ: '46 Dos Santos Hupperts '46 Berghuis Tankovic '46 Mühren A. Jóhannsson   |
| Bijzonderheden: | |               | | |
| | |               | | |
| Speelronde 27 Vrijdag 13 maart 2015, 20.00 uur | SBV Vitesse | 3 – 1 (1 – 1) | AZ | : Jeffrey Gouweleeuw |
| GelreDome, Arnhem toeschouwers: 23.381 Scheidsrechter: Reinold Wiedemeijer | Bertrand Traoré 7' Davy Pröpper 38' Marko Vejinović (pen) 73' Jan-Arie van der Heijden 79' Denys Oliynyk 90' Valeri Qazaishvili 90+4'                                                       |               | '8 Steven Berghuis | Basisopstelling AZ: Esteban; Mattias Johansson, Jeffrey Gouweleeuw, Wesley Hoedt, Simon Poulsen; Markus Henriksen, Viktor Elm, Thom Haye; Steven Berghuis, Aron Jóhannsson, Muamer Tankovic Toegepaste wissels AZ: '74 Tankovic Hupperts '74 Elm Dos Santos '86 Haye Mühren                      |
| Bijzonderheden: | |               | | |
| | |               | | |
| Speelronde 28 Zaterdag 21 maart 2015, 20.45 uur | AZ | 2 – 1 (1 – 0) | SC Cambuur | : Nemanja Gudelj |
| AFAS Stadion, Alkmaar toeschouwers: 15.636 Scheidsrechter: Jochem Kamphuis | Nemanja Gudelj (pen) 11' Thom Haye 45' Markus Henriksen 90+1' Markus Henriksen 90+1' |               | '62 Bartholomew Ogbeche | Basisopstelling AZ: Esteban; Mattias Johansson, Jeffrey Gouweleeuw, Wesley Hoedt, Simon Poulsen; Markus Henriksen, Nemanja Gudelj, Thom Haye; Steven Berghuis, Aron Jóhannsson, Muamer Tankovic Toegepaste wissels AZ: '58 Tankovic Dos Santos '70 A. Jóhannsson Hupperts '78 Haye Elm           |
| Bijzonderheden: | |               | | |
| | |               | | |
| Speelronde 29 Zondag 5 april 2015, 12.30 uur | AZ | 1 – 4 (0 – 3) | Feyenoord | : Nemanja Gudelj |
| AFAS Stadion, Alkmaar toeschouwers: 16.503 Scheidsrechter: Björn Kuipers | Steven Berghuis 32' Aron Jóhannsson 61' Sven van Beek (e.d.) 87' |               | '3 Derrick Luckassen (e.d.) '32 Sven van Beek '40 Anass Achahbar '45 Elvis Manu '59 Elvis Manu '61 Miquel Nelom                                | Basisopstelling AZ: Esteban; Mattias Johansson, Jeffrey Gouweleeuw, Derrick Luckassen, Simon Poulsen; Markus Henriksen, Celso Ortíz, Nemanja Gudelj; Steven Berghuis, Robert Mühren, Thom Haye Toegepaste wissels AZ: '60 Haye Tankovic '60 Mühren A. Jóhannsson '75 Poulsen Haps                |
| Bijzonderheden: | |               | | |
| | |               | | |
| Speelronde 30 Zaterdag 11 april 2015, 19.45 uur | SC Heerenveen | 5 – 2 (1 – 1) | AZ | : Nemanja Gudelj |
| Abe Lenstra Stadion, Heerenveen toeschouwers: 24.886 Scheidsrechter: Ed Janssen | Simon Thern 45+1' Luciano Slagveer 57' Pelé van Anholt 69' Sam Larsson 76' Sam Larsson 83' Joey van den Berg 87'                                                                            |               | '1 Steven Berghuis '58 Steven Berghuis | Basisopstelling AZ: Esteban; Mattias Johansson, Jeffrey Gouweleeuw, Derrick Luckassen, Simon Poulsen; Markus Henriksen, Celso Ortíz, Nemanja Gudelj; Steven Berghuis, Aron Jóhannsson, Dabney dos Santos Toegepaste wissels AZ: '67 A. Jóhannsson Haps '73 Dos Santos Tankovic                   |
| Bijzonderheden: | |               | | |
| | |               | | |
| Speelronde 31 Zaterdag 18 april 2015, 18.30 uur | AZ | 3 – 1 (1 – 3) | ADO Den Haag | : Nemanja Gudelj |
| AFAS Stadion, Alkmaar toeschouwers: 15.914 Scheidsrechter: Danny Makkelie | Derrick Luckassen 24' Nemanja Gudelj 29' Derrick Luckassen 60' Nemanja Gudelj 65' |               | '34 Gianni Zuiverloon '55 Wilson Eduardo '59 Michiel Kramer                                                                                    | Basisopstelling AZ: Esteban; Mattias Johansson, Jeffrey Gouweleeuw, Derrick Luckassen, Simon Poulsen; Markus Henriksen, Celso Ortíz, Nemanja Gudelj; Steven Berghuis, Aron Jóhannsson, Dabney dos Santos Toegepaste wissels AZ: '46 Dos Santos Hupperts '85 Berghuis Haye                        |
| Bijzonderheden: | |               | | |
| | |               | | |
| Speelronde 32 Zondag 26 april 2015, 16.45 uur | FC Twente | 0 – 2 (0 – 2) | AZ | : Nemanja Gudelj(t/m 69e min) Jeffrey Gouweleeuw (vanaf 69e min) |
| De Grolsch Veste, Enschede toeschouwers: 29.600 Scheidsrechter: Kevin Blom | Luc Castaignos 18' |               | '7 Jeffrey Gouweleeuw '11 Wesley Hoedt '23 Nemanja Gudelj '35 Aron Jóhannsson '69 Nemanja Gudelj                                               | Basisopstelling AZ: Esteban; Mattias Johansson, Jeffrey Gouweleeuw, Wesley Hoedt, Simon Poulsen; Markus Henriksen, Celso Ortíz, Nemanja Gudelj; Steven Berghuis, Aron Jóhannsson, Dabney dos Santos Toegepaste wissels AZ: '73 A. Jóhannsson Luckassen '82 Berghuis Hupperts '89 Dos Santos Haye |
| Bijzonderheden: | |               | | |
| | |               | | |
| Speelronde 33 Zondag 10 mei 2015, 14.30 uur | AZ | 3 – 2 (1 – 2) | NAC Breda | : Jeffrey Gouweleeuw |
| AFAS Stadion, Alkmaar toeschouwers: 15.725 Scheidsrechter: Pol van Boekel | Steven Berghuis 12' Robert Mühren 83' Markus Henriksen 87' Aron Jóhannsson 89' |               | '34 Jeffrey Sarpong '38 Adnane Tighadouini | Basisopstelling AZ: Esteban; Mattias Johansson, Jeffrey Gouweleeuw, Wesley Hoedt, Simon Poulsen; Thom Haye, Markus Henriksen, Celso Ortíz; Steven Berghuis, Aron Jóhannsson, Dabney dos Santos Toegepaste wissels AZ: '46 Dos Santos Tankovic '64 Haye Hupperts '72 Ortíz Mühren                 |
| Bijzonderheden: | |               | | |
| | |               | | |
| Speelronde 34 Zondag 17 mei 2015, 14.30 uur | SBV Excelsior | 1 – 4 (1 – 3) | AZ | : Nemanja Gudelj |
| Stadion Woudestein, Rotterdam toeschouwers: 3.600 Scheidsrechter: Björn Kuipers | Jeffrey Gouweleeuw (e.d.) 42' |               | '5 Aron Jóhannsson '6 Steven Berghuis '35 Markus Henriksen '57 Aron Jóhannsson '74 Wesley Hoedt                                                | Basisopstelling AZ: Esteban; Mattias Johansson, Jeffrey Gouweleeuw, Wesley Hoedt, Simon Poulsen; Thom Haye, Markus Henriksen, Nemanja Gudelj; Steven Berghuis, Aron Jóhannsson, Dabney dos Santos Toegepaste wissels AZ: '67 Dos Santos Hupperts '64 Haye Spierings '85 Berghuis Mühren          |
| Bijzonderheden: - Door deze uitslag en de 3–0 nederlaag van Feyenoord tegen PEC Zwolle was AZ verzekerd van de derde plek in de competitie, wat recht gaf op een plaats in de groepsfase van de UEFA Europa League 2015/16. | |               | | |

### Statistieken Eredivisie

#### Eindstand
| pos | club           | gs | w  | g  | v  | pnt | dv | dt | ds  |
| --- | -------------- | -- | -- | -- | -- | --- | -- | -- | --- |
| 1.  | PSV *          | 34 | 29 | 1  | 4  | 88  | 92 | 31 | +61 |
| 2.  | AFC Ajax **    | 34 | 21 | 8  | 5  | 71  | 69 | 29 | +40 |
| 3.  | AZ ***         | 34 | 19 | 5  | 10 | 62  | 63 | 56 | +7  |
| 4.  | Feyenoord **** | 34 | 17 | 8  | 9  | 59  | 56 | 39 | +17 |
| 5.  | Vitesse ****   | 34 | 16 | 10 | 8  | 58  | 66 | 43 | +23 |

* Landkampioen en groepsfase Champions League

** 3e voorronde Champions League

*** 3e voorronde Europa League

****' Play-offs voor 1 plaats in de 3e voorronde Europa League

#### Winst/Gelijk/Verlies
| Speelronde | 1 | 2 | 3 | 4 | 5 | 6 | 7 | 8 | 9 | 10 | 11 | 12 | 13 | 14 | 15 | 16 | 17 | 18 | 19 | 20 | 21 | 22 | 23 | 24 | 25 | 26 | 27 | 28 | 29 | 30 | 31 | 32 | 33 | 34 |
| ---------- | - | - | - | - | - | - | - | - | - | -- | -- | -- | -- | -- | -- | -- | -- | -- | -- | -- | -- | -- | -- | -- | -- | -- | -- | -- | -- | -- | -- | -- | -- | -- |
| W/G/V      | W | V | V | W | V | W | W | G | V | G  | G  | W  | W  | W  | W  | G  | V  | W  | G  | W  | W  | W  | V  | W  | W  | V  | V  | W  | V  | V  | W  | W  | W  | W  |

Winst
Gelijk
Verlies

#### Positieverloop
| Speelronde | 1 | 2 | 3  | 4 | 5  | 6 | 7 | 8 | 9 | 10 | 11 | 12 | 13 | 14 | 15 | 16 | 17 | 18 | 19 | 20 | 21 | 22 | 23 | 24 | 25 | 26 | 27 | 28 | 29 | 30 | 31 | 32 | 33 | 34 | Eindstand |
| ---------- | - | - | -- | - | -- | - | - | - | - | -- | -- | -- | -- | -- | -- | -- | -- | -- | -- | -- | -- | -- | -- | -- | -- | -- | -- | -- | -- | -- | -- | -- | -- | -- | --------- |
| Stand      | 2 | 7 | 14 | 8 | 12 | 9 | 6 | 7 | 9 | 10 | 12 | 6  | 5  | 5  | 4  | 5  | 6  | 5  | 5  | 5  | 5  | 4  | 4  | 4  | 3  | 4  | 4  | 4  | 4  | 5  | 5  | 4  | 4  | 3  | 3         |

Gestegen
Gelijk
Gezakt

#### Spelersstatistieken (eindstand)
| Speler             | Wedstr. | Aantal doelpunten | Aantal gele kaarten | Aantal 2× geel | Aantal rode kaarten | Aantal keren gewisseld | Aantal keren ingevallen |
| ------------------ | ------- | ----------------- | ------------------- | -------------- | ------------------- | ---------------------- | ----------------------- |
| Djavan Anderson    | 1       | 0                 | 0                   | 0              | 0                   | 0                      | 1                       |
| Steven Berghuis    | 22      | 10                | 3                   | 0              | 0                   | 6                      | 3                       |
| Viktor Elm         | 20      | 0                 | 2                   | 0              | 0                   | 3                      | 14                      |
| Esteban            | 26      | 0                 | 1                   | 0              | 0                   | 0                      | 0                       |
| Jeffrey Gouweleeuw | 34      | 1                 | 4                   | 0              | 0                   | 0                      | 0                       |
| Nemanja Gudelj     | 32      | 11                | 5                   | 1              | 0                   | 0                      | 0                       |
| Ridgeciano Haps    | 18      | 0                 | 3                   | 0              | 0                   | 0                      | 16                      |
| Thom Haye          | 28      | 0                 | 4                   | 0              | 0                   | 16                     | 6                       |
| Markus Henriksen   | 19      | 7                 | 3                   | 0              | 0                   | 1                      | 0                       |
| Wesley Hoedt       | 24      | 2                 | 3                   | 0              | 0                   | 1                      | 0                       |
| Guus Hupperts      | 28      | 2                 | 4                   | 0              | 0                   | 7                      | 15                      |
| Aron Jóhannsson    | 21      | 10                | 1                   | 0              | 0                   | 7                      | 5                       |
| Mattias Johansson  | 31      | 1                 | 7                   | 0              | 0                   | 1                      | 4                       |
| Derrick Luckassen  | 13      | 1                 | 4                   | 0              | 0                   | 6                      | 1                       |
| Dirk Marcellis     | 1       | 0                 | 0                   | 0              | 0                   | 0                      | 1                       |
| Robert Mühren      | 17      | 4                 | 0                   | 0              | 0                   | 8                      | 5                       |
| Celso Ortíz        | 24      | 0                 | 2                   | 0              | 0                   | 5                      | 0                       |
| Simon Poulsen      | 32      | 3                 | 1                   | 0              | 0                   | 4                      | 0                       |
| Sergio Rochet      | 7       | 0                 | 1                   | 0              | 0                   | 0                      | 0                       |
| Mikhail Rosheuvel  | 9       | 1                 | 0                   | 0              | 0                   | 3                      | 6                       |
| Dabney dos Santos  | 23      | 2                 | 0                   | 0              | 0                   | 15                     | 6                       |
| Stijn Spierings    | 2       | 0                 | 0                   | 0              | 0                   | 0                      | 2                       |
| Muamer Tankovic    | 26      | 5                 | 0                   | 0              | 0                   | 8                      | 9                       |
| Jan Wuytens        | 5       | 0                 | 2                   | 0              | 0                   | 1                      | 0                       |
| Eigen Doel         | 3       | 3                 | X                   | X              | X                   | X                      | X                       |
| Totaal             | 34      | 63                | 50                  | 1              | 0                   | -                      | -                       |

## KNVB Beker 2014/2015

### Wedstrijdverslagen
|                                                                                          |                                                               |               |                                                                                                 | |
| 2e Ronde Woensdag 24 september 2014, 20.00 uur                                           | EVV (Echt) (Topklasse)                                        | 0 – 1 (0 – 1) | AZ *                                                                                            | : Nemanja Gudelj |
| Sportpark "In de Bandert, Echt Toeschouwers: 2.124 Scheidsrechter: Dennis Higler         |                                                               |               | '27 Thom Haye                                                                                   | Basisopstelling AZ: Sergio Rochet; Derrick Luckassen, Jeffrey Gouweleeuw, Wesley Hoedt, Simon Poulsen; Nemanja Gudelj, Celso Ortíz, Markus Henriksen, Thom Haye; Guus Hupperts, Muamer Tankovic Toegepaste wissels AZ: '53 Tankovic Mühren '72 Henriksen Elm                          |
| Bijzonderheden:                                                                          |                                                               |               |                                                                                                 | |
| 3e Ronde Woensdag 29 oktober 2014, 20.00 uur                                             | GVVV (Topklasse)                                              | 0 – 5 (0 – 2) | AZ *                                                                                            | : Nemanja Gudelj |
| Sportpark Panhuis, Veenendaal Toeschouwers: 3.000 Scheidsrechter: Martin van den Kerkhof |                                                               |               | '8 Nemanja Gudelj '16 Jeffrey Gouweleeuw '79 Viktor Elm '83 Robert Mühren '90 Mikhail Rosheuvel | Basisopstelling AZ: Esteban; Mattias Johansson, Jeffrey Gouweleeuw, Jan Wuytens, Ridgeciano Haps; Nemanja Gudelj, Dabney dos Santos, Celso Ortíz, Thom Haye; Guus Hupperts, Aron Jóhannsson Toegepaste wissels AZ: '22 Hupperts Rosheuvel '46 Dos Santos Mühren '61 A. Jóhannsson Elm |
| Bijzonderheden:                                                                          |                                                               |               |                                                                                                 | |
| 1/8 finale Woensdag 17 december 2014, 19.00 uur                                          | AZ *                                                          | 2 – 1 (1 – 0) | N.E.C.                                                                                          | : Nemanja Gudelj |
| AFAS Stadion, Alkmaar Toeschouwers: 8.066 Scheidsrechter: Tom van Sichem                 | Muamer Tankovic 33' Muamer Tankovic (pen) 63' Thom Haye 90+2' |               | '38 Christian Santos '62 Tom Daemen '66 Anthony Limbombe                                        | Basisopstelling AZ: Esteban; Mattias Johansson, Jeffrey Gouweleeuw, Wesley Hoedt, Ridgeciano Haps; Nemanja Gudelj, Viktor Elm, Steven Berghuis, Thom Haye; Aron Jóhannsson, Muamer Tankovic Toegepaste wissels AZ: '17 Elm Hupperts '69 Berghuis Poulsen                              |
| Bijzonderheden:                                                                          |                                                               |               |                                                                                                 | |
|                                                                                          |                                                               |               |                                                                                                 | |
| Kwartfinale Dinsdag 27 januari 2015, 20.45 uur                                           | FC Twente *                                                   | 3 – 0 (2 – 0) | AZ                                                                                              | : Nemanja Gudelj |
| De Grolsch Veste, Enschede Toeschouwers: 18.600 Scheidsrechter: Kevin Blom               | Luc Castaignos 24' Hakim Ziyech 44' Hakim Ziyech 62'          |               | '13 Celso Ortíz '38 Simon Poulsen '66 Jeffrey Gouweleeuw                                        | Basisopstelling AZ: Esteban; Mattias Johansson, Jeffrey Gouweleeuw, Wesley Hoedt, Simon Poulsen; Markus Henriksen, Celso Ortíz, Thom Haye, Nemanja Gudelj; Muamer Tankovic, Steven Berghuis Toegepaste wissels AZ: '46 Henriksen A. Jóhannsson '65 Gudelj Elm '72 Poulsen Haps        |
| Bijzonderheden: - AZ is hiermee uitgeschakeld uit het toernooi.                          |                                                               |               |                                                                                                 | |

### Eindstand statistieken Beker
| Speler             | Wedstr. | Aantal doelpunten | Aantal gele kaarten | Aantal 2× geel | Aantal rode kaarten | Aantal keren gewisseld | Aantal keren ingevallen |
| ------------------ | ------- | ----------------- | ------------------- | -------------- | ------------------- | ---------------------- | ----------------------- |
| Steven Berghuis    | 2       | 0                 | 0                   | 0              | 0                   | 1                      | 0                       |
| Viktor Elm         | 4       | 1                 | 0                   | 0              | 0                   | 1                      | 3                       |
| Esteban            | 3       | 0                 | 0                   | 0              | 0                   | 0                      | 0                       |
| Jeffrey Gouweleeuw | 4       | 1                 | 1                   | 0              | 0                   | 0                      | 0                       |
| Nemanja Gudelj     | 4       | 1                 | 0                   | 0              | 0                   | 1                      | 0                       |
| Ridgeciano Haps    | 3       | 0                 | 0                   | 0              | 0                   | 0                      | 1                       |
| Thom Haye          | 4       | 1                 | 1                   | 0              | 0                   | 0                      | 0                       |
| Markus Henriksen   | 2       | 0                 | 0                   | 0              | 0                   | 2                      | 0                       |
| Wesley Hoedt       | 3       | 0                 | 0                   | 0              | 0                   | 0                      | 0                       |
| Guus Hupperts      | 3       | 0                 | 0                   | 0              | 0                   | 1                      | 1                       |
| Aron Jóhannsson    | 3       | 0                 | 0                   | 0              | 0                   | 1                      | 1                       |
| Mattias Johansson  | 3       | 0                 | 0                   | 0              | 0                   | 0                      | 0                       |
| Derrick Luckassen  | 1       | 0                 | 0                   | 0              | 0                   | 0                      | 0                       |
| Robert Mühren      | 2       | 1                 | 0                   | 0              | 0                   | 0                      | 2                       |
| Simon Poulsen      | 3       | 0                 | 1                   | 0              | 0                   | 1                      | 1                       |
| Celso Ortíz        | 3       | 0                 | 1                   | 0              | 0                   | 0                      | 0                       |
| Sergio Rochet      | 1       | 0                 | 0                   | 0              | 0                   | 0                      | 0                       |
| Mikhail Rosheuvel  | 1       | 1                 | 0                   | 0              | 0                   | 0                      | 1                       |
| Dabney dos Santos  | 1       | 0                 | 0                   | 0              | 0                   | 1                      | 0                       |
| Muamer Tankovic    | 3       | 2                 | 0                   | 0              | 0                   | 1                      | 0                       |
| Jan Wuytens        | 1       | 0                 | 0                   | 0              | 0                   | 0                      | 0                       |
| Totaal             | 4       | 8                 | 4                   | 0              | 0                   | –                      | –                       |

ADO Den Haag ·
Ajax ·
AZ ·
SC Cambuur ·
FC Dordrecht ·
Excelsior ·
Feyenoord ·
Go Ahead Eagles ·
FC Groningen ·
sc Heerenveen ·
Heracles Almelo ·
NAC Breda ·
PEC Zwolle · 
PSV ·
FC Twente ·
FC Utrecht ·
Vitesse ·
Willem II